# Friscanus friscanus
Friscanus friscanus är en insektsart som beskrevs av Ball 1909. Friscanus friscanus ingår i släktet Friscanus och familjen dvärgstritar. Inga underarter finns listade i Catalogue of Life.